# Greene King plc

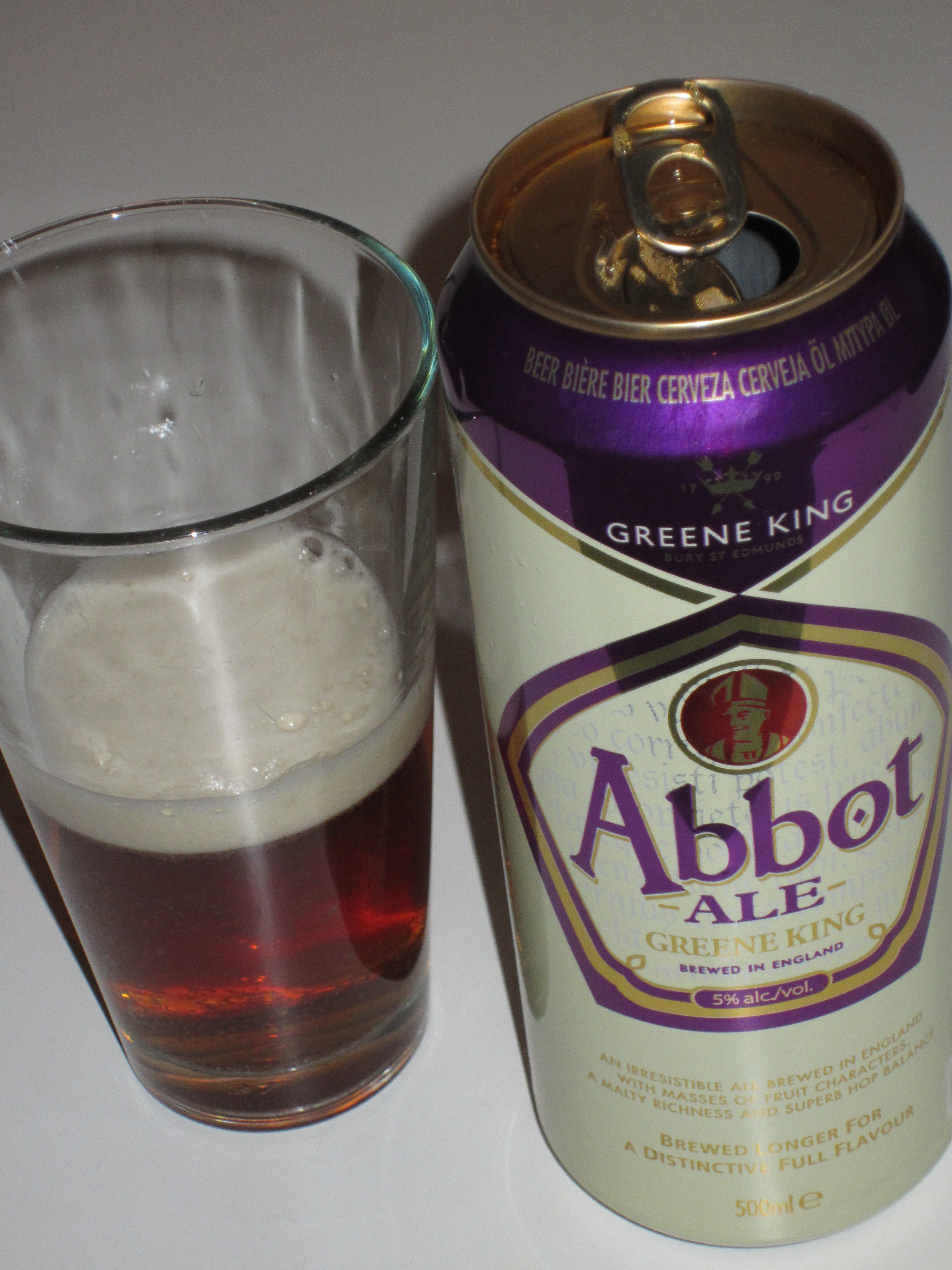
Abbot Ale

Greene King plc är ett bryggeri i Bury St Edmunds i Suffolk, Storbritannien. Bryggeriet invigdes 1799. 

## Exempel på varumärken
- IPA[förtydliga]
- Ruddles county
- Abbot Ale
- Old Speckled Hen